# Igor Lutersek
Igor Lutersek (Sarajevo, Bosnia y Herzegovina, 10 de junio de 1989) es un baloncestista montenegrino que juega en el Club Baloncesto Murcia.

## Trayectoria
Formado en la cantera del KK Budućnost Podgorica, sus características le asemejan a Mirza Teletović, destaca en su etapa de juvenil como un gran tirador y pasador formando parte en las categorías inferiores de la Selección de baloncesto de Montenegro.
En octubre de 2011 firma con el UCAM Murcia, tras un mes entrenando con el equipo murciano, el jugador convence a los técnicos y firma por tres temporadas con la entidad que preside Luis Carabante.
El ala-pívot montenegrino jugaría vinculado en el filial durante dos temporadas en el equipo de la categoría EBA, el UCAM Begastri y compaginaría entrenamientos con el primer equipo.

## Selección nacional
Ha sido internacional en las categorías inferiores con la Selección de baloncesto de Montenegro.